# エドワード・デヴァルー (第11代ヘレフォード子爵)
第11代ヘレフォード子爵エドワード・デヴァルー（英語: Edward Devereux, 11th Viscount Hereford、1710年頃 – 1760年8月22日）は、イギリスの貴族。

## 生涯
アーサー・デヴァルー（Arthur Devereux、1711年没、ヴォーン・デヴァルーの息子）と2人目の妻エリザベス・グリン（Elizabeth Glyn、1746年没、リチャード・グリンの娘）の息子として、1710年頃に生まれた。
1748年7月29日に父方の祖父ヴォーンの兄プリースの孫にあたる第10代ヘレフォード子爵プリース・デヴァルーが死去すると、ヘレフォード子爵の爵位を継承した。1750年4月3日、グレートブリテン貴族院議員に就任した。
1760年8月22日に死去、フォーデンで埋葬された。息子エドワードが爵位を継承した。

## 家族
1738年4月13日、キャサリン・ミットン（Catherine Mytton、1749年2月22日没、リチャード・ミットンの娘）と結婚、3男2女をもうけた。
- エドワード（1741年 – 1783年） - 第12代ヘレフォード子爵
- ジョージ（1744年 – 1804年） - 第13代ヘレフォード子爵
- 男子
- ブリジット（1781年没） - 1760年、プリース・ジョーンズ（Price Jones）と結婚
- キャサリン（1814年没） - 1793年10月20日、ジョン・アクランド（John Acland）と結婚